# Arndt Nestler
Arndt Nestler (* 28. November 1916 in Möbertitz; † unbekannt) war ein deutscher Agronom und Volkskammerabgeordneter für den Freien Deutschen Gewerkschaftsbund (FDGB).

## Leben
Nestler ging nach dem Besuch der Volksschule an die Höhere Landwirtschaftsschule und war danach in der Landwirtschaft tätig. 1937 trat er seinen Wehrdienst an, der in den Kriegsdienst überging. Gegen Ende des Zweiten Weltkriegs geriet er in sowjetische Gefangenschaft. Nach seiner Rückkehr war er von 1949 bis 1951 als Traktorist und ab 1952 als Agronom in der MTS Döbeln tätig.

## Politik
Nach dem Zweiten Weltkrieg wurde Nestler Mitglied des in der Sowjetischen Besatzungszone gegründeten FDGB. In den beiden Wahlperioden von 1950 und 1954 und von 1954 bis 1958 war er Mitglied der FDGB-Fraktion der Volkskammer der DDR.

## Auszeichnungen
- Aktivist der sozialistischen Arbeit